# Ploechpalatset
Ploechpalatset (kroatiska: Palača Ploech, italienska: Palazzo Ploech) är ett palats i Rijeka i Kroatien. Det uppfördes under den österrikisk-ungerska administrationen år 1888 och är en av staden Rijekas mer representativa byggnader. Palatset är uppfört i historicistisk stil och är beläget vid Žabicatorget, mellan Kapucinkyrkan och Rijekaskyskrapan, i den centrala delen av staden.  

## Arkitektur och historik
Palatset uppfördes år 1888 på uppdrag av den österrikiska immigranten Annibale Ploech (egentligen Plöch)  i dåvarande österrikisk-ungerska Fiume vars officiella (kroatiska) namn idag är Rijeka. För byggnadens uppförande anlitades den Triestefödde men i Rijeka till största del aktive arkitekten Giacomo Zammattio, en begåvad elev hos läromästaren Fertl. Genom sitt arbete förde Zammattio centraleuropeisk hög historicism till Rijeka från Wien.
Den i Rijeka inflyttade Ploech var mekaniker till yrket. I Rijeka fulländade Ploech tillverkningen av torpeder. Den första prototypen till en torped hade tidigare utvecklats av den Rijekafödde officeren i österrikiska-ungerska marinen Giovanni Luppis (kr. Ivan Vukić). Med stöd av Rijekas dåvarande borgmästare Giovanni de Ciotta förverkligade och utvecklade den engelske ingenjören Robert Whitehead Luppis idéer inom företaget Silurificio.  Ploech utmärkte sig inom företaget och blev snart en av dess aktieägare. När England, Frankrike och Italien började tillverka torpeder blev Ploech förmögen. Kapitalet investerades i fastigheter där familjebostaden (Ploechpalatset) vid Žabicatorget var det mest förnämsta.